# Damaeus longispinosus
Damaeus longispinosus är en kvalsterart som först beskrevs av Wang och Norton 1993.  Damaeus longispinosus ingår i släktet Damaeus och familjen Damaeidae. Inga underarter finns listade i Catalogue of Life.